# Catorze
|  | Aquest article tracta sobre el nombre. Si cerqueu el mitjà digital, vegeu «Catorze (publicació digital)». |

El catorze és un nombre natural que segueix el tretze i precedeix el quinze. S'escriu 14 en xifres àrabs, XIV en les romanes i 十四 en les xineses.
Ocurrències del catorze:
- Grau màxim de l'escala de pH.
- Està lligat a la bona sort en moltes cultures sudamericanes.
- El nombre especial de Bach.
- Un codi d'identificació neonazi, ja que són 14 les paraules del seu lema.
- Feien falta 14 membres per formar una capella càtara o 14 focs per a establir una sinagoga
- El nombre de la mala sort a la Xina
- Designa l'any 14 i el 14 aC
- Quan ordenem alfabèticament tots els nombres naturals en català, el catorze és el primer, seguit del cent.

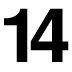
Catorze

- Nombre atòmic del silici.